# Gigantes de Carolina (volley-ball féminin)
Gigantes de Carolina est un club portoricain de volley-ball fondé en 2002 et basé à Carolina, évoluant pour la saison 2013 en LVSF.

## Palmarès
- Championnat de Porto Rico
  - Vainqueur : 2003, 2004, 2006.

## Effectifs

### Saison 2013
Entraîneur : Milton Crespo  Porto Rico